# Daniel Grivaz
Daniel Grivaz (Payerne, 10 gennaio 1806 – Payerne, 1º febbraio 1881) è stato un politico e giudice svizzero.

## Biografia
Figlio di Abraham Grivaz, agricoltore, municipale a Payerne e giudice supplente al tribunale correzionale del distretto, e di Marguerite Jomini. Celibe per tutta la vita, fu prefetto di Payerne dal 1845 al 1877. Fu inoltre deputato radicale al Gran Consiglio vodese dal 1839 al 1843 e dal 1845 al 1851, alla Costituente cantonale nel 1861 e al Consiglio nazionale dal 1848 al 1851.
Membro dell'Associazione patriottica e vicino a Henri Druey, partecipò attivamente alla rivoluzione radicale del 1845 nella regione di Payerne. Durante la guerra del Sonderbund, nel 1847 fu uno dei tre commissari federali inviati a Friburgo dopo la capitolazione della città.